# Kathryn Zaremba
Kathryn Lauren Zaremba, född 24 september 1983 i Broken Arrow, Oklahoma, är en amerikansk skribent, illustratör, ytdesigner, affärskvinna och tidigare skådespelerska och sångerska. Hon är bland annat känd för rollen som Lisa Leeper i TV-serien Huset fullt (Full House). Hennes sista framträdande som skådespelerska var i Disneyfilmen Toothless 1997.